# Scombrini
Scombrini, hay còn gọi với cái tên thông dụng là cá thu thực thụ (tiếng Anh: true mackerels), là một tông cá vây tia có xương trong họ cá thu ngừ Scombridae

## Các loài
Tông này chứa 7 loài trong 02 chi:
Chi Scomber Linnaeus, 1758
- Scomber australasicus Cuvier, 1832
- Scomber colias Gmelin, 1789
- Scomber japonicus, Houttuyn, 1782
- Scomber scombrus Linnaeus, 1758

Chi Rastrelliger Jordan & Starks in Jordan & Dickerson, 1908
- Rastrelliger brachysoma (Bleeker, 1851)
- Rastrelliger faughni Matsui, 1967
- Rastrelliger kanagurta (Cuvier, 1816)